# 克黄
克黃（？—？），芈姓，鬬氏，名克黄，又名生，他出身春秋時期楚國公族的一支若敖族，是鬬般之子，鬬㝅於菟之孫。在楚莊王時期任主管進諫的箴尹。

## 簡介
克黃所在的家族當時在楚國極有權勢，其祖、父、叔都曾擔任令尹。但在楚莊王九年，當時的令尹，克黄的堂叔鬬椒率若敖氏之族攻擊王室被鎮壓。
叛乱之时，克黄正出使齐国，回国途中經宋国時听到若敖氏叛乱失败的消息，属下劝他不要回去，他坚持说：“如果不听国君的命令，那谁又能接受我的呢？国君就是上天，上天的命令怎么能逃避呢？”于是回国复命，随后就自动请求主管法律的司败拘禁他。楚庄王感叹子文的功绩，说：“如果子文没有后代的话，那要用什么来劝人为善呢？”便让克黄官复原职，并將他改名为“生”。

## 考古發現
1989年曾在河南淅川和尚嶺一號墓出土過兩件青銅鼎。鼎底有“克黃之升”四字銘文，被确认为克黄的墓地。克黄升鼎，无盖，大口，方唇外折，长方形立耳外撇，颈部内收，腰束，腹部微鼓，平底，蹄足。鼎耳饰三角纹，颈部饰蟠螭纹，并有两个兽形饰。束腰处饰绹索纹，腹部饰垂鳞纹。底部有铭文[克黄之升]。这个鼎是目前中国境内发现最早的楚国升鼎。

## 後代
- 子：宫厩尹弃疾
- 孫：鬬韋龜
- 曾孫：鬬成然
- 玄孫：鬬辛、鬬懷、鬬巢

## 参看
- 王子午

## 脚注
1. ↑  《左传·宣公四年》：……其孙箴尹克黄使于齐，还，及宋，闻乱。其人曰：“不可以入矣。”箴尹曰：“弃君之命，独谁受之？君，天也，天可逃乎？”遂归，复命而自拘于司败。王思子文之治楚国也，曰：“子文无后，何以劝善？”使复其所，改命曰生。